# 杜比夫卡 (克拉斯諾頓區)
48°12′26″N 39°36′20″E / 48.20722°N 39.60556°E
杜比夫卡（烏克蘭語：Дубівка）是位於烏克蘭東部的村莊，由盧甘斯克州卢甘斯克区的青年近衛軍村市鎮負責管轄。該村始建於1946年，面積1.11平方公里，海拔高度127米，2001年人口26，人口密度每平方公里23.4人。